# Neptis kahaja
Neptis kahaja är en fjärilsart som beskrevs av Percy I. Lathy 1913. Neptis kahaja ingår i släktet Neptis och familjen praktfjärilar. Inga underarter finns listade i Catalogue of Life.